# 琵琶島城
琵琶島城（びわじまじょう）は、新潟県柏崎市にあった日本の城。1973年（昭和48年）8月1日に柏崎市指定史跡に指定されている。

## 概要
築城年は不明だが、伊豆の豪族であった宇佐美氏が、南北朝時代の初期、越後守護職に任ぜられた上杉憲顕に従って越後に入った時に、築城したと言われる。江戸時代に宇佐美定祐が書いた『 越後軍記』などの軍記物により、城主は宇佐美定満とする説が広く知られている。
鵜川の蛇行地点であり、また、支流との合流地点でもあったために、川が天然の堀を形成。当時としては越後有数の規模であった柏崎湊とも近い上に、川で繋がっていたため、軍事は勿論の事ながら、物資輸送の管理においても重要な場所であった。
宇佐美氏は、度々起こった越後守護の上杉氏と守護代の長尾氏の争いにおいては、常に上杉方に組している。これは前出の通り、上杉家の随臣であったためである。
その後、宇佐美定満は、長尾氏の臣下となり、長尾景虎の軍師として活躍したとされるが、1564年（永禄7年）、謀反の疑いがあった上田長尾氏当主の長尾政景と共に、坂戸城近くの野尻池で溺死した。定満には二人の息子がいたとされるが、謙信の後継者上杉景勝は宇佐美氏を冷遇したようであり、この溺死事件を境に宇佐美氏は没落していくことになった。
このほか史料にみえる城主として「琵琶島殿」「琵琶島弥七郎」の名がある。
宇佐美氏没落後は、前島修理亮が城主となる。前島修理亮は、1578年（天正6年）の御館の乱において、上杉景虎支持にまわる。上杉景勝は、琵琶島城近くの旗持城の城将・佐野清左衛門尉宛てに、琵琶島城への警戒、琵琶島城から御館への物流の阻止、そして琵琶島城をどうしても味方に引き入れるように、との手紙を出している。この事から、琵琶島城の軍事的・経済的重要性が高かった事が窺える。結局は、御館への物資輸送を船で行おうとしたが、佐野清左衛門尉の攻撃により失敗し、まもなく降伏・開城した。
乱後は桐沢具繁が入城。在城料として、乱で没落した北条家の所領（現、柏崎市北条）を与えられている。
1598年（慶長3年）の上杉家の会津移封に従い、廃城となった。
遺構は、昭和初期まで土塁などが残っていたが、河川改修や柏崎農業高校（現在は柏崎総合高校）建築により失われ、今は高校敷地内に石碑と説明板があるのみとなっている。県の遺跡番号は「柏崎市No.58」。

## その他
また、甲州武田氏と幾たびも取り合いとなり、宇佐美定満が溺死した野尻湖にある野尻城も、琵琶島城とも呼ばれていた。